# You Win Again (álbum)
You Win Again es el vigésimo octavo álbum de estudio del músico norirlandés Van Morrison, grabado en colaboración con Linda Gail Lewis y publicado por la compañía discográfica Virgin Records en octubre de 2000. El álbum fue registrado en The Wool Hall, Bath, Inglaterra.

## Lista de canciones
| N.º | Título                                         | Escritor(es)                                    | Duración |  |
| 1.  | «Let's Talk About Us»                          | Otis Blackwell                                  | 2:53     |  |
| 2.  | «You Win Again»                                | Hank Williams                                   | 3:01     |  |
| 3.  | «Jambalaya (On the Bayou)»                     | Hank Williams                                   | 2:57     |  |
| 4.  | «Crazy Arms»                                   | Ralph Mooney, Chuck Seals                       | 3:37     |  |
| 5.  | «Old Black Joe»                                | Jerry Lee Lewis                                 | 3:21     |  |
| 6.  | «Think Twice Before You Go»                    | Al Smith                                        | 2:38     |  |
| 7.  | «No Way Pedro»                                 | Van Morrison                                    | 3:44     |  |
| 8.  | «Shot of Rhythm and Blues»                     | Terry Thompson                                  | 3:59     |  |
| 9.  | «Real Gone Lover»                              | Dave Bartholomew, Ruth Durand, Joseph Robichaux | 3:09     |  |
| 10. | «Why Don't You Love Me (Like You Used to Do)?» | Hank Williams                                   | 2:23     |  |
| 11. | «Cadillac»                                     | Ellas McDaniel                                  | 2:33     |  |
| 12. | «Baby (You've Got What It Takes)»              | Clyde Otis, Murray Stein, Brook Benton          | 3:45     |  |
| 13. | «Boogie Chillen»                               | John Lee Hooker                                 | 4:00     |  |

## Personal
- Van Morrison: guitarra acústica, guitarra eléctrica, armónica y voz.
- Linda Gail Lewis: piano y voz.
- Ned Edwards: guitarra eléctrica, mandolina y coros.
- Paul Godden: guitarra steel
- Lee Goodall: saxofón
- Pete Hurley: bajo
- Colin Griffin: batería

## Posición en listas
| País           | Lista                    | Posición |
| -------------- | ------------------------ | -------- |
| Alemania       | Media Control Charts     | 47       |
| Estados Unidos | Billboard 200            | 161      |
| Noruega        | Norwegian Albums Chart   | 32       |
| Nueva Zelanda  | New Zealand Music Charts | 36       |
| Países Bajos   | Mega Albums Top 100      | 94       |
| Reino Unido    | UK Albums Chart          | 34       |
| Suecia         | Swedish Albums Chart     | 21       |

| Sencillo        | País        | Lista            | Posición |
| --------------- | ----------- | ---------------- | -------- |
| «You Win Again» | Reino Unido | UK Singles Chart | 100      |